# 杨腾 (北朝)
杨腾（?—?），东郡（今河南滑县东）人，后冒为弘农郡华阴县（今陕西华阴）人，父亲琅琊郡守杨贵。
杨腾的妹妹杨奥妃，是京兆王元愉之妃，西魏文帝元宝炬之母。杨贵封华阴男。魏宣武帝景明初年，杨腾袭爵华阴男。后为襄城郡太守，甚有政声。元宝炬成为西魏的皇帝，任命舅舅杨腾为开府仪同三司，出镇河东，封襄城县开国公。杨腾去世后，赠司空、雍州刺史，谥号贞襄。

## 家庭

### 子女
- 杨盛，北周骠骑大将军、开府仪同三司、龙州刺史、襄城县公，娶太尉德广公李和之女[2]
- 杨涣，隋朝大都督、内侍中尹[3]